# Rząd Ognjana Gerdżikowa
Rząd Ognjana Gerdżikowa – 95. rząd w historii Bułgarii funkcjonujący od 27 stycznia 2017 do 4 maja 2017.
W listopadzie 2016 Cecka Caczewa z partii GERB premiera Bojka Borisowa przegrała wybory prezydenckie. Premier podał się wówczas do dymisji, rezygnacja rządu została przyjęta przez parlament 16 listopada 2016. W Bułgarii doszło do kryzysu politycznego, a żadne z ugrupowań nie było w stanie stworzyć nowego gabinetu. Wskutek tego nowo zaprzysiężony prezydent Rumen Radew 24 stycznia 2017 rozpisał nowe wybory parlamentarne na dzień 26 marca 2017, a na premiera rządu przejściowego powołał Ognjana Gerdżikowa. Nowy gabinet rozpoczął funkcjonowanie 27 stycznia 2017.
Gabinet zakończył urzędowanie 4 maja 2017, gdy po wyborach powołany został trzeci rząd Bojka Borisowa.

## Skład rządu
- premier: Ognjan Gerdżikow[5]
- wicepremier, minister zdrowia: Iłko Semerdżiew
- wicepremier, minister obrony: Stefan Janew
- wicepremier: Malina Krumowa
- wicepremier: Denica Złatewa
- minister gospodarki: Teodor Sedłarski
- minister energetyki: Nikołaj Pawłow
- minister rozwoju regionalnego i robót publicznych: Spas Popnikołow
- minister spraw wewnętrznych: Płamen Uzunow
- minister finansów: Kirił Ananiew
- minister pracy i polityki społecznej: Gyłyb Donew
- minister transportu, technologii informacyjnych i komunikacji: Christo Aleksiew
- minister edukacji i nauki: Nikołaj Denkow
- minister sprawiedliwości: Marija Pawłowa
- minister spraw zagranicznych: Radi Najdenow
- minister kultury: Raszko Mładenow
- minister młodzieży i sportu: Danieła Daszewa
- minister rolnictwa i żywności: Christo Bozukow
- minister ochrony środowiska i zasobów wodnych: Irina Kostowa
- minister turystyki: Steła Bałtowa